# 多花景天
多花景天（学名：Sedum floriferum），为景天科景天属下的一个植物种。